# Divím se, že jsem tak veselý
Roku 1949 vzniká první román rakouského spisovatele J. M. Simmela Divím se, že jsem tak veselý (Mich wundert, dass ich so fröhlich bin). Simmel se nechal inspirovat skutečným příběhem, který se roku 1943 odehrál v jednom západoněmeckém městě.
Roku 1983 se předlohy chopil režisér Michael Kehlmann a natočil stejnojmenný film.

## Děj
Ocitáme se v roce 1945 ve Vídni. Je právě 21. března a američtí nepřátelé bombardují město. A tak se toho dne v jednom sklepě sešlo šest dospělých lidí a jedna holčička. Lidé s různými povahami, s různými osudy.
Slečna Tereza Riemannová je stará dáma, puntičkářka, kterou válka nezajímá. Reinhold Gontard je farář a jeho jedinou útěchou v této neutěšitelné době je alkohol. Paní Wagnerová má z války strach, bojí se, že se její muž z války nevrátí. Její dcera Evi je ještě malá a z války si nic neuvědomuje. Chemik Walter Schröder je posedlý fixní ideou, že by svou prací mohl ovlivnit průběh války. Susanne Riemenschmiedová je mladá začínající herečka, která je zděšená situací v Evropě, uvědomuje si její sílu. Robert Faber je voják, který z války v Maďarsku dezertoval.
Když se těchto sedm lidí sešlo, začal nálet. Jedna z padajících bomb zasáhla dům, kde se naši hrdinové ukrývali. Když se probrali z šoku, začali prokopávat chodbu, ale jde jim to ztěžka, ale přece jenom k večeru zaslechnou z druhé strany náznaky toho, že tam jsou lidé, kteří na ně nezapomněli.
Druhý den práce pokračují ještě s větším zápalem. Jenže to bylo předčasné. Letadla se vrátila a nový útok zničil vodovodní potrubí. Jejich práce přišla vniveč.
Ale chemik Walter Schröder má nápad. Chce vyhodit chodbu do povětří. Tím by se ulehčila práce a oni by brzy byli volní. Ostatní s tím nesouhlasí. A tak to chtěl chemik udělat v noci, když všichni spali. Jenže jeho plán se nezdařil – Robert Faber ho zastřelil. Ostatní se mu snaží pomoci, jak z této situace uniknout. Nakonec se domluvili, že se Robert Faber bude vydávat za Waltera Shrödera. Ale i tento plán ztroskotal. Jejich tajemství bylo prozrazeno a poručík, který je jako první uviděl, měl dobré srdce a jednal velice lidsky. Snažil se dopátrat pravdy, a když ji poznal, pochopil, že se na světě neděje nic náhodně. Že za vším je druhý smysl – pravda.